# Новый Синин (Брянская область)
Новый Синин — поселок в Погарском районе Брянской области в составе Гринёвского сельского поселения.

## География
Находится в южной части Брянской области на расстоянии приблизительно 11 км на северо-запад по прямой от районного центра города Погар.

## История
Известен с 1920-х годов, в советское время здесь работал одноименный колхоз. На карте 1941 года отмечен как Новый Сенин с 36 дворами.

## Население
Численность населения: 194 человека в 1926 году, 91 человек (русские 97 %) в 2002 году, 79 в 2010.